# Einspurmodell
Das lineare Einspurmodell ist die einfachste Modellvorstellung zur Erklärung der stationären und instationären Querdynamik von zweispurigen Kraftfahrzeugen. Das Einspurmodell wurde von Riekert und Schunck bereits 1940 entwickelt und für die Analyse des Lenk- und Störverhaltens bei Seitenwind eingesetzt. Bis heute ist das Einspurmodell die unverzichtbare Theoriegrundlage für Fahrzeug-Ingenieure mit dem Fachgebiet Fahrdynamik. Die weiteste Verbreitung hat das lineare Einspurmodell in ESP-Steuergeräten gefunden, wo es zur Fahrerwunsch-Erkennung eingesetzt wird.
Da sich PKW auf trockener Fahrbahn bis zu einer Querbeschleunigung von etwa 4 m/s2 noch weitgehend linear verhalten, kann das querdynamische Verhalten in diesem Bereich durch das lineare Einspurmodell näherungsweise erklärt werden.
Neben dem linearen Einspurmodell gibt es Einspurmodelle mit verschiedenen Detaillierungsstufen z. B. nichtlineare Einspurmodelle oder Einspurmodelle mit zusätzlichem Wankfreiheitsgrad.
Im Folgenden wird auf das lineare Einspurmodell mit zwei Freiheitsgraden (Giergeschwindigkeit, Schwimmwinkel) eingegangen. Es wird der Spezialfall eines an der Vorderachse gelenkten Fahrzeugs ohne äußere Störungen behandelt.

## Anwendungsgebiete
- Plausibilisierung von Versuchs- bzw. Simulationsergebnissen.
- Fahrerwunscherkennung bei Fahrdynamikregelsystemen (aus Fahrgeschwindigkeit und Lenkradwinkel wird ein Sollverhalten ermittelt).[3]
- Identifikation von Kenngrößen aus Messdaten (z. B. Eigenfrequenz, Lehr'sche Dämpfung).
- Trennung von Lenk- und Störanteilen (z. B. Seitenwind) aus Messdaten.
- Stabilitätsbetrachtungen im geschlossenen Regelkreis.
- Entwicklung von Fahrdynamikregelsystemen z. B. Hinterachslenkung.

Mit nur sieben Fahrzeugparametern eignet sich das Einspurmodell auch für Prinzipuntersuchungen, bei denen detailliertere Modelle wegen der Vielzahl von Parametern nicht eingesetzt werden können.

## Annahmen
- Beide Räder einer Achse werden zu einem Rad zusammengefasst.
- Kinematik und Elastokinematik der Achse werden im Reifenparameter berücksichtigt.
- Lineares Reifenverhalten.
- Reifenrückstellmomente werden vernachlässigt.
- Kein Reifeneinlaufverhalten.
- Kein Wanken.
- Die Änderung der Fahrgeschwindigkeit wird quasistationär behandelt.
- Kleinwinkelnäherung cos(φ) ≈ 1, sin(φ) ≈ φ

## Kinematische Beziehungen

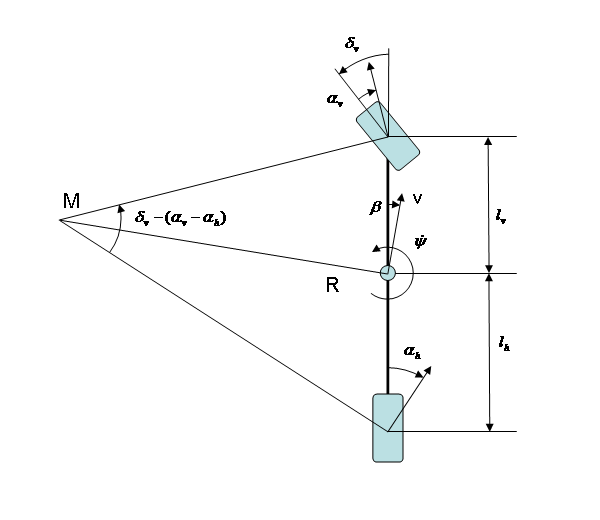
Kinematische Beziehungen beim Einspurmodell

Die ebene Bewegung eines Starrkörpers kann stets als Drehung um den Momentanpol M aufgefasst werden. Für die Geschwindigkeit im Schwerpunkt gilt daher
{\displaystyle v={\dot {\psi }}\cdot R},
wobei {\displaystyle {\dot {\psi }}} die Giergeschwindigkeit bezeichnet.
Die Geschwindigkeitsvektoren der Radaufstandspunkte stehen senkrecht auf den Polstrahlen. Der von den Polstrahlen eingeschlossene Winkel ist somit der Differenzwinkel der Geschwindigkeitsvektoren von Vorderachse und Hinterachse.
Unter der Voraussetzung kleiner Winkel ist der eingeschlossene Winkel auch das Verhältnis von Radstand {\displaystyle l} und Polabstand {\displaystyle R}. Für den Fall eines nur an der Vorderachse gelenkten Fahrzeugs ist der Vorderachseinschlag {\displaystyle \delta _{v}} gleich dem Lenkwinkel {\displaystyle \delta }, so dass sich der Zusammenhang
{\displaystyle \delta ={\frac {l}{R}}+\alpha _{v}-\alpha _{h}}
ergibt. Der Lenkwinkel setzt sich aus dem Ackermannwinkel {\displaystyle {\tfrac {l}{R}}} (nach Rudolph Ackermann) und der Schräglaufwinkeldifferenz zwischen Vorderachse und Hinterachse zusammen.
Die Schräglaufwinkel lassen sich aus den Freiheitsgraden (Zustandsgrößen) Giergeschwindigkeit und Schwimmwinkel sowie dem Lenkwinkel berechnen:
{\displaystyle {\begin{aligned}\alpha _{v}&=\beta -{\frac {l_{v}}{v}}{\dot {\psi }}+\delta _{v},\\\alpha _{h}&=\beta +{\frac {l_{h}}{v}}{\dot {\psi }}+\delta _{h}.\end{aligned}}}
Dabei ist {\displaystyle \delta _{h}} der Lenkwinkel der Hinterachse, der zunächst noch nicht berücksichtigt wird.

## Kräfte und Momente

Kräfte am Einspurmodell

Vernachlässigt man Windkräfte und Windmomente, so wirken als äußere Kräfte die Achsseitenkräfte {\displaystyle S_{v}} und {\displaystyle S_{h}} auf das Fahrzeug ein. Diese sind beim linearen Einspurmodell proportional zu den Schräglaufwinkeln. Proportionalitätsfaktoren sind die Schräglaufsteifigkeiten {\displaystyle c_{v}} und {\displaystyle c_{h}} der Achsen:
{\displaystyle {\begin{aligned}S_{v}&=c_{v}\cdot \alpha _{v},\\S_{h}&=c_{h}\cdot \alpha _{h}.\end{aligned}}}
Bei gegebenen Kräften lauten die Bewegungsgleichungen (Impulssatz und Drallsatz):
{\displaystyle m\cdot a_{y}=S_{v}+S_{h}},
{\displaystyle \theta \cdot {\ddot {\psi }}=S_{v}\cdot l_{v}-S_{h}\cdot l_{h}}.
Mit {\displaystyle a_{y}} wird die Zentripetalbeschleunigung bzw. Radialbeschleunigung bezeichnet, die senkrecht zum Geschwindigkeitsvektor im Schwerpunkt in Richtung Momentanpol weist.
In den Freiheitsgraden des Einspurmodells ausgedrückt gilt für die Radialbeschleunigung
{\displaystyle a_{y}=v\cdot ({\dot {\psi }}-{\dot {\beta }})=v\cdot {\dot {\gamma }}},
mit der Kurswinkelgeschwindigkeit {\displaystyle {\dot {\gamma }}}.

## Stationäres Verhalten
Bei stationärer Fahrt wird das Moment der äußeren Kräfte bezüglich des Schwerpunkts zu Null. Es gilt also
{\displaystyle S_{v}\cdot l_{v}=S_{h}\cdot l_{h}}.
Kombiniert man die letzte Gleichung mit dem Impulssatz, so können die Seitenkräfte in Abhängigkeit von der Radialbeschleunigung ausgedrückt werden:
{\displaystyle {\begin{aligned}S_{v}&=m\cdot {\frac {l_{h}}{l}}\cdot a_{y}=m_{v}\cdot a_{y},\\S_{h}&=m\cdot {\frac {l_{v}}{l}}\cdot a_{y}=m_{h}\cdot a_{y}.\end{aligned}}}
Eingesetzt in die aus den kinematischen Bedingungen gewonnene Gleichung für den Lenkwinkel ergibt sich
{\displaystyle {\begin{aligned}\delta &={\frac {l}{R}}+\underbrace {\left({\frac {m_{v}}{c_{v}}}-{\frac {m_{h}}{c_{h}}}\right)} _{EG}\cdot a_{y}\\&={\frac {l}{R}}+EG\cdot a_{y}.\end{aligned}}}
Der Klammerausdruck wird als Eigenlenkgradient (EG) bezeichnet. An Stelle der kompakten Schreibweise für den EG (oben) kann auch eine Gleichung verwendet werden, bei der nur direkte Parameter eingehen:
{\displaystyle EG={\frac {m\cdot (c_{h}\cdot l_{h}-c_{v}\cdot l_{v})}{c_{v}\cdot c_{h}\cdot l}}}.
Der stationäre Lenkwinkel setzt sich aus einem Anteil, der nur von Radstand und Radius abhängt (Ackermannwinkel), und einem Anteil proportional zur Radialbeschleunigung zusammen. Das Eigenlenkverhalten wird entsprechend dem Vorzeichen des EG unterschieden:
EG > 0: untersteuernd,
EG = 0: neutral,
EG < 0: übersteuernd.
Alle heutigen PKW sind bei kleinen bis mittleren Querbeschleunigungen untersteuernd ausgelegt. Übersteuernde Fahrzeuge können instabil werden.

### Gierverstärkung
Die Gierverstärkung ist das Verhältnis zwischen stationärer Giergeschwindigkeit und Lenkradwinkel.
Mit {\displaystyle \delta _{H}=i_{S}\cdot \delta } (dabei ist {\displaystyle i_{S}} die Gesamtlenkübersetzung) gilt für den stationären Lenkradwinkel
{\displaystyle \delta _{H}=i_{S}\cdot \left({\frac {l}{R}}+EG\cdot a_{y}\right)}.
Bei stationärer Kreisfahrt gilt {\displaystyle a_{y}=v\cdot {\dot {\psi }}}, da die Schwimmwinkelgeschwindigkeit zu Null wird. Wird {\displaystyle {\tfrac {l}{R}}={\tfrac {l\;{\dot {\psi }}}{v}}} in die obige Gleichung eingesetzt, ergibt sich:
{\displaystyle \delta _{H}=i_{S}\cdot {\frac {l+v^{2}\cdot EG}{v}}\cdot {\dot {\psi }}}
und somit die Gierverstärkung
{\displaystyle {\frac {\dot {\psi }}{\delta _{H}}}={\frac {1}{i_{s}}}\cdot {\frac {v}{l+v^{2}\cdot EG}}}.
Das Bild zeigt mögliche Verläufe je nach Vorzeichen des Eigenlenkgradienten. Untersteuernde Fahrzeuge haben ein Maximum der Gierverstärkung, welches bei der charakteristischen Geschwindigkeit
{\displaystyle v_{\text{ch}}={\sqrt {\frac {l}{EG}}}}
auftritt. Im Fall EG<0 kann der Nenner der Gierverstärkung Null werden. Die Geschwindigkeit, bei der dies der Fall ist, wird als kritische Geschwindigkeit
{\displaystyle v_{\text{krit}}={\sqrt {-{\frac {l}{EG}}}}}
bezeichnet. Die Gierverstärkung wächst an dieser Stelle über alle Grenzen, das Fahrzeug wird instabil.
Die maximale Gierverstärkung bezogen auf den Lenkradwinkel hat für untersteuernde Fahrzeuge den Wert
{\displaystyle \left.{\frac {\dot {\psi }}{\delta _{H}}}\right|_{\text{max}}={\frac {1}{i_{S}}}\cdot {\frac {1}{2\cdot {\sqrt {l\cdot EG}}}}}.
Die meisten PKW haben maximale Gierverstärkungen im Bereich zwischen 0,2 1/s und 0,4 1/s. Als Kennwert beschreibt die maximale Gierverstärkung den Agilitätseindruck eines Fahrzeugs bei mittleren Geschwindigkeiten (Landstraße). Die charakteristische Geschwindigkeit liegt bei den meisten PKW im Bereich zwischen etwa 70 km/h und 110 km/h.
Die Anfangssteigung der Gierverstärkung über der Fahrgeschwindigkeit wird als statische Lenkempfindlichkeit bezeichnet. Sie ist ein Maß für die Wendigkeit eines Fahrzeugs bei geringen Geschwindigkeiten. Sie hat den Wert
{\displaystyle \left.{\frac {d{\frac {\dot {\psi }}{\delta _{H}}}}{dv}}\right|_{v=0}={\frac {1}{i_{S}\cdot l}}}.
und hängt nur von Gesamtlenkübersetzung und Radstand ab. Fahrzeuge mit kurzem Radstand werden daher als wendiger bei geringen Geschwindigkeiten empfunden.

### Schwimmwinkel
Der Schwimmwinkel lässt sich bereits aus den kinematischen Beziehungen ableiten. Es gilt:
{\displaystyle {\begin{aligned}\beta &=-{\frac {l_{h}}{R}}+\alpha _{h}\\&=-{\frac {l_{h}}{R}}+\underbrace {\frac {m_{h}}{c_{h}}} _{SG}\cdot a_{y}.\end{aligned}}}
Der Ausdruck {\displaystyle {\tfrac {m_{h}}{c_{h}}}} wird als Schwimmwinkelgradient (SG) bezeichnet. Kleine Schwimmwinkelgradienten sind die Voraussetzung für sicheres, stabiles Fahrverhalten. Haupteinflussgröße ist die Wahl der Bereifung an der Hinterachse.
Analog zur Gierverstärkung lässt sich auch eine Schwimmwinkelverstärkung berechnen. Nach einigen Umformungen ergibt sich:
{\displaystyle {\frac {\beta }{\delta _{H}}}={\frac {1}{i_{s}}}\cdot {\frac {-l_{h}+v^{2}\cdot SG}{l+v^{2}\cdot EG}}}.
Zu hohe Schwimmwinkelverstärkungen sind fahrdynamisch unerwünscht, da sie zu einem unsicheren Fahrverhalten bei hohen Geschwindigkeiten beitragen.

## Dynamisches Verhalten
Beim dynamischen Verhalten interessieren Ein- bzw. Ausschwingvorgänge sowie die Antwort auf bestimmte Testsignale. Die wichtigsten sind der Lenkwinkelsprung und die sinusförmige Anregung. Diese Vorgänge sind durch ihre Übertragungsfunktionen charakterisiert.
Zur Berechnung dieser Eigenschaften empfiehlt es sich, auf die Zustandsraumdarstellung überzugehen:
{\displaystyle \mathbf {\dot {x}} =\mathbf {A} \cdot \mathbf {x} +\mathbf {B} \cdot u} mit {\displaystyle \mathbf {x} ={\begin{bmatrix}\beta \\{\dot {\psi }}\end{bmatrix}}} und {\displaystyle u={\frac {\delta _{H}}{i_{S}}}}.

### Eigenfrequenz und Dämpfung
Ein- bzw. Ausschwingvorgänge werden von Eigenfrequenz und Dämpfung bestimmt. Diese lassen sich mit Hilfe der Eigenwerte berechnen. Die Eigenwerte ergeben sich aus dem charakteristischen Polynom
{\displaystyle \det(\mathbf {A} -\lambda \cdot \mathbf {I} )=0}.
Ausgeschrieben:
{\displaystyle \lambda ^{2}-(a_{11}+a_{22})\cdot \lambda +(a_{11}\cdot a_{22}-a_{12}\cdot a_{21})=0}
Die Lösung des charakteristischen Polynoms lautet
{\displaystyle \lambda _{1,2}={\frac {a_{11}+a_{22}}{2}}\pm {\sqrt {\left({\frac {a_{11}+a_{22}}{2}}\right)^{2}-(a_{11}\cdot a_{22}-a_{12}\cdot a_{21})}}}.
Das Stabilitätskriterium nach Hurwitz besagt, dass alle Koeffizienten des Polynoms positiv sein müssen; nur der konstante Term darf negativ werden. Daraus folgt:
{\displaystyle (a_{11}\cdot a_{22}-a_{12}\cdot a_{21})>0}.
In den Fahrzeugparametern ausgedrückt:
{\displaystyle {\frac {c_{v}\cdot c_{h}\cdot l}{m\cdot \theta \cdot v^{2}}}\cdot (l+v^{2}\cdot EG)>0}.
Die Stabilitätsbedingung des Einspurmodells lautet somit:
{\displaystyle l+v^{2}\cdot EG>0}.
Diese Bedingung wurde bereits bei der kritischen Geschwindigkeit abgeleitet. Die stationäre Kenngröße Eigenlenkgradient ist somit zugleich auch ein wichtiges Stabilitätsmaß.
Übliche PKW haben bei geringen Fahrgeschwindigkeiten reelle Eigenwerte, bei mittleren bis hohen Fahrgeschwindigkeiten konjugiert komplexe Eigenwerte. Bei fahrdynamisch relevanten Fahrgeschwindigkeiten kann man vom konjugiert komplexen Fall ausgehen. Die Eigenwerte können dann wie folgt interpretiert werden:
{\displaystyle \lambda _{1,2}=-\omega _{0}\cdot D\pm j\cdot \underbrace {\omega _{0}\cdot {\sqrt {1-D^{2}}}} _{\omega _{D}}}.
Dabei sind
{\displaystyle \omega _{0}}: ungedämpfte Eigenkreisfrequenz,
{\displaystyle \omega _{D}}: gedämpfte Eigenkreisfrequenz,
{\displaystyle D}: Lehr'sches Dämpfungsmaß,
{\displaystyle \omega _{0}\cdot D}: Abklingkonstante.
Durch Vergleich mit den Eigenwerten ergibt sich:
{\displaystyle {\begin{aligned}\omega _{0}^{2}&=(a_{11}\cdot a_{22}-a_{12}\cdot a_{21}),\\D&=-{\frac {a_{11}+a_{22}}{2\cdot \omega _{0}}}.\end{aligned}}}
Gegeben seien folgende Fahrzeugdaten:
| Bezeichnung                       | Formelzeichen           | Größe   | Maßeinheit |
| --------------------------------- | ----------------------- | ------- | ---------- |
| Masse                             | {\displaystyle m}       | 1550    | kg         |
| Gierträgheitsmoment               | {\displaystyle \theta } | 2800    | kg m2      |
| Abstand Schwerpunkt – Vorderachse | {\displaystyle l_{v}}   | 1.344   | m          |
| Abstand Schwerpunkt – Hinterachse | {\displaystyle l_{h}}   | 1.456   | m          |
| Schräglaufsteifigkeit Vorderachse | {\displaystyle c_{v}}   | 75 000  | N/rad      |
| Schräglaufsteifigkeit Hinterachse | {\displaystyle c_{h}}   | 150 000 | N/rad      |
| Gesamtlenkübersetzung             | {\displaystyle i_{S}}   | 16      | -          |

Damit ergeben sich die im Bild gezeigten Eigenwerte in Abhängigkeit von der Fahrgeschwindigkeit. Aus den Eigenwerten können Eigenfrequenzen und Dämpfung berechnet werden. Wünschenswert sind hohe Eigenfrequenzen und hohe Dämpfungen, was sich aber unter den Randbedingungen der Fahrzeugabstimmung nicht widerspruchsfrei realisieren lässt.

### Übertragungsverhalten
Alle interessierenden Größen (Ausgangsgrößen) lassen sich mit Hilfe der Zustandsgrößen und dem Eingang Lenkradwinkel berechnen. Dazu wird die Laplace-Transformation benutzt ({\displaystyle s} komplexe Variable). Aus Gründen der Vereinfachung werden im Bild- und im Zeitbereich dieselben Symbole verwendet.
{\displaystyle y(s)=\mathbf {C} \cdot \mathbf {x} +\mathbf {D} \cdot u}.
Als Beispiel sei die Querbeschleunigung genannt, deren Gleichung in Kräfte und Momente schon gezeigt wurde. Die Matrizen {\displaystyle \mathbf {C} } und {\displaystyle \mathbf {D} } lauten dann:
{\displaystyle {\begin{aligned}\mathbf {C} &={\begin{bmatrix}-s\cdot v&&v\end{bmatrix}},\\\mathbf {D} &={\begin{bmatrix}0\end{bmatrix}}.\end{aligned}}}
Mit:
{\displaystyle \mathbf {x} (s)={\left(s\cdot \mathbf {I} -\mathbf {A} \right)}^{-1}\cdot \mathbf {B} \cdot u=\mathbf {G} _{u}\cdot \delta _{H}}.
Dabei ist {\displaystyle \mathbf {G} _{u}} der Vektor der Übertragungsfunktionen von Schwimmwinkel und Giergeschwindigkeit.
Es lässt sich zeigen, dass jede Übertragungsfunktion auf die Form:
{\displaystyle {\frac {y}{\delta _{H}}}=V\cdot {\frac {Z(s)}{N(s)}}}
gebracht werden kann.
Das Nennerpolynom ist bei allen Übertragungsfunktionen identisch und hat die Form:
{\displaystyle N(s)=1+{\frac {2\cdot D}{\omega _{0}}}\cdot s+{\frac {1}{\omega _{0}^{2}}}\cdot s^{2}}.
Man kann die Übertragungsfunktionen mit Hilfe der Fahrzeugparameter analytisch berechnen. So lässt sich z. B. die Übertragungsfunktion der Giergeschwindigkeit auf folgende Form bringen:
{\displaystyle {\dot {\psi }}(s)=V_{\dot {\psi }}\cdot {\frac {1+{}_{\dot {\psi }}\mathrm {T} _{z}\cdot s}{1+{\frac {2\cdot D}{\omega _{0}}}\cdot s+{\frac {1}{\omega _{0}^{2}}}\cdot s^{2}}}\cdot \delta _{H}}.
Der Verstärkungsfaktor ist die bereits abgeleitete Gierverstärkung. Die Zählerzeitkonstante berechnet sich zu
{\displaystyle {}_{\dot {\psi }}\mathrm {T} _{z}=v\cdot {\frac {m_{h}}{c_{h}}}}
und entspricht somit dem Produkt aus Fahrgeschwindigkeit und Schwimmwinkelgradient.

### Frequenzgang
Setzt man die komplexe Variable {\displaystyle s=\mathrm {j} \cdot \omega }, so erhält man aus den Übertragungsfunktionen den Frequenzgang. Der Frequenzgang ist eine komplexe Funktion von {\displaystyle \omega }. Aus dem Betrag erhält man den Amplitudengang, aus dem Winkel den Phasengang. Die Frequenzgänge werden am einfachsten numerisch bestimmt, sie können aber auch in Abhängigkeit von den Fahrzeugparametern angegeben werden.
Am häufigsten werden die Frequenzgänge von Giergeschwindigkeit und Querbeschleunigung berechnet bzw. im Fahrbetrieb gemessen. Bei der Messung im Fahrzeug ist zu berücksichtigen, dass die Beschleunigung ortsabhängig ist und damit vom Messort zum Schwerpunkt umgerechnet werden muss.
Mit den Fahrzeugdaten aus obiger Tabelle zeigen die Frequenzgänge von Giergeschwindigkeit und Querbeschleunigung eine starke Abhängigkeit von der Fahrgeschwindigkeit.

Die starke Überhöhung im Amplitudengang der Giergeschwindigkeit ist neben der mit zunehmender Fahrgeschwindigkeit abnehmenden Dämpfung auch mit der Zählerzeitkonstanten zu erklären. Eine wirksame Maßnahme zur Verbesserung der dynamischen Eigenschaften ist daher ein möglichst kleiner Schwimmwinkelgradient.

## Mathematische Herleitung

### Bewegungsgleichungen
Die Bewegungsgleichungen lauten, ausgedrückt in den Zustandsgrößen:
{\displaystyle {\begin{aligned}{\dot {\beta }}&=-{\frac {c_{v}+c_{h}}{m\cdot v}}\cdot \beta +{\frac {m\cdot v^{2}-(c_{h}\cdot l_{h}-c_{v}\cdot l_{v})}{m\cdot v^{2}}}\cdot {\dot {\psi }}+{\frac {c_{v}}{m\cdot v}}\cdot {\frac {\delta _{H}}{i_{S}}},\\{\ddot {\psi }}&=-{\frac {c_{h}\cdot l_{h}-c_{v}\cdot l_{v}}{\theta }}\cdot \beta -{\frac {c_{h}\cdot {l_{h}}^{2}+c_{v}\cdot {l_{v}}^{2}}{\theta \cdot v}}\cdot {\dot {\psi }}+{\frac {c_{v}\cdot l_{v}}{\theta }}\cdot {\frac {\delta _{H}}{i_{S}}}.\end{aligned}}}
Die oben bereits eingeführten Matrizen lauten daher:
{\displaystyle \mathbf {A} ={\begin{bmatrix}-{\frac {c_{v}+c_{h}}{m\cdot v}}&{\frac {m\cdot v^{2}-(c_{h}\cdot l_{h}-c_{v}\cdot l_{v})}{m\cdot v^{2}}}\\-{\frac {c_{h}\cdot l_{h}-c_{v}\cdot l_{v}}{\theta }}&-{\frac {c_{h}\cdot {l_{h}}^{2}+c_{v}\cdot {l_{v}}^{2}}{\theta \cdot v}}\end{bmatrix}}{\text{, }}\mathbf {B} ={\begin{bmatrix}{\frac {c_{v}}{m\cdot v}}\\{\frac {c_{v}\cdot l_{v}}{\theta }}\end{bmatrix}}}.
In Zustandsraumdarstellung:
{\displaystyle \mathbf {\dot {x}} =\mathbf {A} \cdot \mathbf {x} +\mathbf {B} \cdot u}.

### Stationäre Fahrzeugreaktionen
Bei stationärer Fahrt werden die Ableitungen der Zustandsgrößen zu Null. Die Zustandsgrößen berechnen sich somit zu
{\displaystyle \mathbf {x} =-\mathbf {A} ^{-1}\mathbf {B} \cdot u}.
Ausgedrückt in den Komponenten der Matrizen {\displaystyle \mathbf {A} } und {\displaystyle \mathbf {B} }:
{\displaystyle {\begin{aligned}\mathbf {x} &=-{\frac {1}{\det \mathbf {A} }}{\begin{bmatrix}a_{22}\cdot b_{11}-a_{12}\cdot b_{21}\\-a_{21}\cdot b_{11}+a_{11}\cdot b_{21}\end{bmatrix}}\cdot u\\&={\begin{bmatrix}K_{\beta }\\K_{\dot {\psi }}\end{bmatrix}}\cdot u.\end{aligned}}}
Nach einigen Umformungen (siehe dazu auch Inverse Matrix #Berechnung) ergibt sich:
{\displaystyle {\begin{aligned}\mathbf {x} &={\begin{bmatrix}{\frac {{\frac {m_{h}}{c_{h}}}\cdot v^{2}-l_{h}}{l+v^{2}\cdot EG}}\\{\frac {v}{l+v^{2}\cdot EG}}\end{bmatrix}}\cdot u\\&={\begin{bmatrix}V_{\beta }\\V_{\dot {\psi }}\end{bmatrix}}\cdot \delta _{H}.\end{aligned}}}

### Berechnung der Übertragungsfunktionen
Ausgehend von der Gleichung
{\displaystyle \mathbf {x} (s)={\left(s\cdot \mathbf {I} -\mathbf {A} \right)}^{-1}\cdot \mathbf {B} \cdot u}
ergibt sich, ausgedrückt in den Komponenten der Matrizen {\displaystyle \mathbf {A} } und {\displaystyle \mathbf {B} },
{\displaystyle \mathbf {x} (s)=-{\frac {1}{\det \mathbf {A} \cdot N(s)}}{\begin{bmatrix}a_{22}\cdot b_{11}-a_{12}\cdot b_{21}-s\cdot b_{11}\\-a_{21}\cdot b_{11}+a_{11}\cdot b_{21}-s\cdot b_{21}\end{bmatrix}}\cdot u}
mit
{\displaystyle N(s)=1-{\frac {a_{11}+a_{22}}{\det \mathbf {A} }}\cdot s+{\frac {1}{\det \mathbf {A} }}\cdot s^{2}}.
Mit den zuvor berechneten Verstärkungen erhält man:
{\displaystyle \mathbf {x} (s)={\frac {1}{N(s)}}{\begin{bmatrix}K_{\beta }\cdot \left(1+{\frac {b_{11}\cdot s}{a_{12}\cdot b_{21}-a_{22}\cdot b_{11}}}\right)\\K_{\dot {\psi }}\cdot \left(1+{\frac {b_{21}\cdot s}{a_{21}\cdot b_{11}-a_{11}\cdot b_{21}}}\right)\end{bmatrix}}\cdot u.}

## Hinterachslenkung
Der Einschlag an der Hinterachse wird analog zur Vorderachse als unabhängige Eingangsgröße behandelt. Die Eingangsgröße {\displaystyle u} und der Vektor {\displaystyle \mathbf {B} } werden erweitert:
{\displaystyle \mathbf {u} ={\begin{bmatrix}\delta _{v}\\\delta _{h}\end{bmatrix}},\,\mathbf {B} ={\begin{bmatrix}-{\frac {c_{v}}{m\cdot v}}&-{\frac {c_{h}}{m\cdot v}}\\{\frac {c_{v}\cdot l_{v}}{\theta }}&-{\frac {c_{h}\cdot l_{h}}{\theta }}\end{bmatrix}}}
Die Größe Lenkwinkel ergibt sich als Differenz der Einschläge von Vorderachse und Hinterachse:
{\displaystyle \delta =\delta _{v}-\delta _{h}}
Mit diesen Erweiterungen lassen sich formal stationäre und instationäre Größen sowohl für Fahrzeuge mit reiner Hinterachslenkung bzw. Fahrzeuge bei Rückwärtsfahrt, als auch für Fahrzeuge mit Allradlenkung wie bisher berechnen. Da das Fahrverhalten für den Fahrer vorhersehbar sein muss, ist zumindest stationär ein fester Zusammenhang zwischen Lenkradwinkel und Hinterachseinschlag erforderlich (ECE R 79). Dieser wird von Spezialfällen z. B. beim Gabelstapler abgesehen von einem Steuergerät (Steer-by-Wire) abhängig von der Fahrgeschwindigkeit berechnet.
Geht man bei Allradlenkung vereinfacht von einem proportionalen Zusammenhang zwischen Hinterachseinschlag und Vorderachseinschlag aus, der durch den Faktor {\displaystyle k(v)={\tfrac {\delta _{h}}{\delta _{v}}}} gegeben ist, ergibt sich für die Gesamtlenkübersetzung:
{\displaystyle i_{S}={\frac {i_{v}}{1-k(v)}}}
Damit lassen sich wichtige Kenngrößen wie die Gierverstärkung, die auf den Lenkradwinkel bezogen sind verallgemeinern. Da die Lenkübersetzung nun geschwindigkeitsabhängig ist, lässt sich die maximale Gierverstärkung nicht mehr einfach berechnen.
Zur Verbesserung der Fahrstabilität ist bei höheren Geschwindigkeiten ein gleichsinniger Einschlag (k>0) erforderlich. Bei Fahrzeugen mit optionaler Hinterachslenkung wird die dadurch reduzierte maximale Gierverstärkung teilweise durch eine direktere Lenkübersetzung an der Vorderachse oder eine Überlagerungslenkung korrigiert. Geht man von einer Steuerung des Hinterachseinschlags proportional zum Lenkradwinkel aus, sind Eigenfrequenz und Dämpfung unverändert. Dennoch verbessern sich die dynamischen Eigenschaften deutlich, was sich z. B. an der geringeren Überhöhung im Gierfrequenzgang zeigt.
{\displaystyle {\dot {\psi }}(s)={\frac {{\frac {v}{L+v^{2}\cdot EG}}{\big [}(1-k)+v\cdot ({\frac {m_{h}}{c_{h}}}-k{\frac {m_{v}}{c_{v}}})\cdot s{\big ]}}{N(s)}}\cdot \delta _{v}}